# SSF Dragons Bonn
Die SSF Dragons Bonn sind ein Floorballverein aus Bonn. Herren und Damen spielen in der Floorball-Bundesliga.

## Geschichte
Die SSF Dragons sind Teil der SSF Bonn. Die Floorball-Sparte im SSF Bonn entstand 2006 nach der Fusion mit dem Floorball-Club Dragons Bonn, mit dem zuvor bereits eine enge Kooperation bestand. Inzwischen gibt es Mannschaften aller Altersklassen von der U7 bis in den Seniorenbereich sowie eine Hobbygruppe. Aushängeschilder sind das Damenteam, das in der 1. Floorball-Bundesliga Damen spielt sowie das Herrenteam, das in der 1. Floorball-Bundesliga antritt. In der Saison 2020/21 konnten sich die Dragons Frauen und 2023/24 die Herren das erste Mal für die Play-Offs der jeweiligen Bundesliga qualifizieren.

## Erfolge

### Herren
- 3. Platz im Kampf um die Deutsche Meisterschaft 2025
- Meister 2. Bundesliga Nord/West (2011/12)
- Teilnahme Final4 Pokalendrunde (2014/15)
- Teilnahme Final4 Pokalendrunde (2013/14)
- Teilnahme Final4 Pokalendrunde (2012/13)
- Deutscher Meister Kleinfeld (2004/05, 2006/07, 2007/08, 2008/09, 2013/14 und 2016/17)

### Damen
- Deutscher Vizepokalsieger (2017/18 und 2021/22)
- Deutscher Meister Kleinfeld (2017/18)
- Meister Regionalliga West (2016/17)
- Teilnahme Final4 Pokalendrunde (2014/15)
- Meister Regionalliga West (2013/14)
- Meister Regionalliga West Kleinfeld (2013/14)

### Jugend
- U17 Deutscher Meister (2015, 2017 und 2023)
- U17 Deutscher Meister Kleinfeld (2015 und 2023)
- U13 Deutscher Vizemeister Kleinfeld (2015)